# Zhou Ying
Zhou Ying (nacida el 23 de diciembre de 1988) es una jugadora de tenis de mesa y medallista de oro de los Juegos Paralímpicos china.

## Carrera
Ganó las medallas de oro de la clase 4 de tenis de mesa individual para mujeres en los Juegos Paralímpicos de verano 2008, y la misma clase de tenis de mesa en los Juegos de verano 2012.
Al igual que muchos de sus compañeros de equipo, Zhou fue una víctima de la polio de Pizhou que asistió al New Hope Center cuando era niña. Ahí fue donde el entrenador Heng Xin la convirtió en una estrella.